# Zoubida Laayouni
Zoubida Laayouni (sinh ngày 5 tháng 2 năm 1956) là một vận động viên người Maroc đã nghỉ hưu, chuyên môn ném đĩa. Cô đã giành được tám huy chương tại Giải vô địch châu Phi về điền kinh bao gồm kỷ lục sáu huy chương vàng.
Thành tích tốt nhất của cô trong sự kiện này là 56,94 mét được thiết lập ở Meknès năm 1994. Đây là kỷ lục quốc gia vẫn còn tồn tại.

## Thành tích giải đấu
| Năm                | Giải đấu                | Địa điểm                    | Thứ hạng           | Nội dung           | Chú thích          |
| Representing Maroc | Representing Maroc      | Representing Maroc          | Representing Maroc | Representing Maroc | Representing Maroc |
| ------------------ | ----------------------- | --------------------------- | ------------------ | ------------------ | ------------------ |
| 1979               | African Championships   | Dakar, Senegal              | 1st                | Discus throw       | 46.18 m            |
| 1979               | World Cup               | Montreal, Canada            | 8th                | Discus throw       | 46.08 m1           |
| 1979               | Mediterranean Games     | Split, Yugoslavia           | 4th                | Discus throw       | 45.88 m            |
| 1981               | Arab Championships      | Tunis, Tunisia              | 1st                | Discus throw       | 49.88 m            |
| 1981               | World Cup               | Rome, Italy                 | 9th                | Discus throw       | 45.24 m1           |
| 1982               | African Championships   | Cairo, Egypt                | 1st                | Discus throw       | 51.50 m            |
| 1983               | Maghreb Championships   | Casablanca, Morocco         | 1st                | Discus throw       | 50.92 m            |
| 1983               | Arab Championships      | Amman, Jordan               | 1st                | Discus throw       | 47.84 m            |
| 1983               | Mediterranean Games     | Casablanca, Morocco         | 4th                | Discus throw       | 51.48 m            |
| 1984               | African Championships   | Rabat, Morocco              | 1st                | Discus throw       | 52.70 m            |
| 1985               | African Championships   | Cairo, Egypt                | 1st                | Discus throw       | 51.80 m            |
| 1985               | World Cup               | Canberra, Australia         | 8th                | Discus throw       | 49.68 m1           |
| 1987               | Arab Championships      | Algiers, Algeria            | 2nd                | Discus throw       | 49.79 m            |
| 1987               | Mediterranean Games     | Latakia, Syria              | 5th                | Discus throw       | 51.34 m            |
| 1988               | African Championships   | Annaba, Algeria             | 3rd                | Discus throw       | 47.50 m            |
| 1989               | African Championships   | Lagos, Nigeria              | 1st                | Discus throw       | 51.14 m            |
| 1989               | Jeux de la Francophonie | Casablanca, Morocco         | 5th                | Discus throw       | 48.66 m            |
| 1989               | World Cup               | Barcelona, Spain            | 9th                | Discus throw       | 48.34 m1           |
| 1989               | Arab Championships      | Cairo, Egypt                | 2nd                | Discus throw       | 52.12 m            |
| 1990               | African Championships   | Cairo, Egypt                | 1st                | Discus throw       | 53.10 m            |
| 1990               | Maghreb Championships   | Algiers, Algeria            | 1st                | Discus throw       | 54.00 m            |
| 1991               | Mediterranean Games     | Athens, Greece              | 6th                | Discus throw       | 53.22 m            |
| 1992               | African Championships   | Belle Vue Maurel, Mauritius | 3rd                | Discus throw       | 52.74 m            |
| 1993               | Mediterranean Games     | Narbonne, France            | 5th                | Discus throw       | 52.92 m            |
| 1994               | Jeux de la Francophonie | Bondoufle, France           | 6th                | Discus throw       | 53.12 m            |
| 1995               | Arab Championships      | Cairo, Egypt                | 3rd                | Discus throw       |                    |

1 Đại diện cho Châu Phi